# Wereldkampioenschappen schoonspringen 2019 – driemeterplank synchroon vrouwen
Het synchroonspringen vanaf de driemeterplank voor vrouwen tijdens de wereldkampioenschappen schoonspringen 2019 vond plaats op 15 juli 2019 in het Nambu University Municipal Aquatics Center in Gwangju.

## Uitslag
Finalisten zijn de eerste 12 genoemde deelnemers, aangegeven met groen.
| Rang   | Land                | Namen                                  | Voorronde | Voorronde | Finale        | Finale        |
| Rang   | Land                | Namen                                  | Punten    | Rang      | Punten        | Rang          |
| ------ | ------------------- | -------------------------------------- | --------- | --------- | ------------- | ------------- |
| Goud   | China               | Shi Tingmao Wang Han                   | 309.90    | 1         | 342.00        | 1             |
| Zilver | Canada              | Jennifer Abel Mélissa Citrini-Beaulieu | 292.08    | 2         | 311.10        | 2             |
| Brons  | Mexico              | Paola Espinosa Melany Hernández        | 265.50    | 8         | 294.90        | 3             |
| 4      | Rusland             | Kristina Ilinych Maria Poljakova       | 267.90    | 7         | 292.80        | 4             |
| 5      | Verenigd Koninkrijk | Grace Reid Katherine Torrance          | 280.53    | 4         | 289.80        | 5             |
| 6      | Australië           | Maddison Keeney Anabelle Smith         | 287.43    | 3         | 278.13        | 6             |
| 7      | Nederland           | Inge Jansen Celine van Duijn           | 259.50    | 10        | 277.50        | 7             |
| 8      | Maleisië            | Ng Yan Yee Nur Dhabitah Sabri          | 270.60    | 6         | 277.35        | 8             |
| 9      | Italië              | Elena Bertocchi Chiara Pellacani       | 257.37    | 12        | 274.74        | 9             |
| 10     | Verenigde Staten    | Alison Gibson Krysta Palmer            | 274.44    | 5         | 274.47        | 10            |
| 11     | Zwitserland         | Madeline Coquoz Jessica Favre          | 264.78    | 9         | 268.95        | 11            |
| 12     | Zuid-Korea          | Cho Eun-bi Kim Su-ji                   | 257.52    | 11        | 258.75        | 12            |
| 13     | Duitsland           | Lena Hentschel Tina Punzel             | 253.59    | 13        | Uitgeschakeld | Uitgeschakeld |
| 14     | Japan               | Haruka Enomoto Hazuki Miyamoto         | 253.50    | 14        | Uitgeschakeld | Uitgeschakeld |
| 15     | Oekraïne            | Viktorija Kesar Hanna Pysmenska        | 249.03    | 15        | Uitgeschakeld | Uitgeschakeld |
| 16     | Brazilië            | Luana Lira Tammy Takagi                | 242.07    | 16        | Uitgeschakeld | Uitgeschakeld |
| 17     | Nieuw-Zeeland       | Elizabeth Cui Goh Yu Qian              | 236.40    | 17        | Uitgeschakeld | Uitgeschakeld |
| 18     | Colombia            | Steffanie Madrigal Diana Pineda        | 234.42    | 18        | Uitgeschakeld | Uitgeschakeld |
| 19     | Noorwegen           | Anne Tuxen Helle Tuxen                 | 223.32    | 19        | Uitgeschakeld | Uitgeschakeld |
| 20     | Cuba                | Anisley García Prisis Ruiz             | 219.30    | 20        | Uitgeschakeld | Uitgeschakeld |
| 21     | Singapore           | Fong Kay Yian Ashlee Tan               | 206.49    | 21        | Uitgeschakeld | Uitgeschakeld |
| 22     | Macau               | Choi Sut Kuan Leong Sut Chan           | 174.21    | 22        | Uitgeschakeld | Uitgeschakeld |
| 23     | Thailand            | Surincha Booranapol Ramanya Yanmongkon | 174.06    | 23        | Uitgeschakeld | Uitgeschakeld |